# D'hala
D'hala (em árabe: الضلعة) é uma comuna localizada na província de Oum El Bouaghi, Argélia. De acordo com o censo de 2008, a população total da cidade era de 11 439 habitantes.